# Ioan al IV-lea al Portugaliei
Ioan al IV-lea (portugheză João IV de Portugal), (n. 19 martie 1604, Nossa Senhora da Conceição e São Bartolomeu⁠(d), Districtul Évora, Portugalia – d. 6 noiembrie 1656, Lisabona, Districtul Lisabona, Portugalia) a fost rege al Portugaliei din 1640 până la moartea sa. A fost nepotul Ecaterinei, Ducesă de Bragança care în 1580 a pretins coroana portugheză și a declanșat lupta pentru tronul Portugaliei. Ioan a fost supranumit Ioan Restauratorul (João o Restaurador). În ajunul morții sale în 1656, Imperiul portughez a atins apogeul acoperind aproape 3 miliarde de acri.